# Phylloscopus
Genre
Le genre Phylloscopus comprend 81 d'espèces de petits oiseaux insectivores appelés pouillots.

## Étymologie
Phylloscopus vient du grec phúllon / φύλλον « feuille », et skopéō / σκοπέω « regarder » ou « voir », parce que ce genre comprend des espèces qui passent beaucoup de leur temps à se nourrir dans les arbres et à « inspecter les feuilles ».
Le nom vernaculaire de Pouillot vient du latin pullus « petit d'un animal » en référence à sa petite taille.

## Liste des espèces
D'après la classification de référence (version 12.1, 2022) du Congrès ornithologique international  :
- Phylloscopus sibilatrix – Pouillot siffleur
- Phylloscopus bonelli – Pouillot de Bonelli
- Phylloscopus orientalis – Pouillot oriental
- Phylloscopus pulcher – Pouillot élégant
- Phylloscopus maculipennis – Pouillot à face grise
- Phylloscopus humei – Pouillot de Hume
- Phylloscopus inornatus – Pouillot à grands sourcils
- Phylloscopus subviridis – Pouillot de Brooks
- Phylloscopus yunnanensis – Pouillot du Sichuan
- Phylloscopus chloronotus – Pouillot à dos clair
- Phylloscopus forresti – Pouillot de Lichiang
- Phylloscopus kansuensis – Pouillot du Gansu
- Phylloscopus proregulus – Pouillot de Pallas
- Phylloscopus tytleri – Pouillot de Tytler
- Phylloscopus armandii – Pouillot de Milne-Edwards
- Phylloscopus schwarzi – Pouillot de Schwarz
- Phylloscopus griseolus – Pouillot griséole
- Phylloscopus affinis – Pouillot de Tickell
- Phylloscopus fuligiventer – Pouillot enfumé
- Phylloscopus fuscatus – Pouillot brun
- Phylloscopus neglectus – Pouillot modeste
- Phylloscopus subaffinis – Pouillot subaffin
- Phylloscopus trochilus – Pouillot fitis
- Phylloscopus sindianus – Pouillot montagnard
- Phylloscopus canariensis – Pouillot des Canaries
- Phylloscopus collybita – Pouillot véloce, compteur d'écus
- Phylloscopus ibericus – Pouillot ibérique
- Phylloscopus coronatus – Pouillot de Temminck
- Phylloscopus ijimae – Pouillot d'Ijima
- Phylloscopus olivaceus – Pouillot des Philippines
- Phylloscopus cebuensis – Pouillot à gorge citron
- Phylloscopus ruficapilla – Pouillot à gorge jaune
- Phylloscopus umbrovirens – Pouillot ombré
- Phylloscopus laetus – Pouillot à face rousse
- Phylloscopus laurae – Pouillot de Laura
- Phylloscopus herberti – Pouillot à tête noire
- Phylloscopus budongoensis – Pouillot d'Ouganda
- Phylloscopus intermedius – Pouillot affin
- Phylloscopus poliogenys – Pouillot à joues grises
- Phylloscopus burkii – Pouillot de Burke
- Phylloscopus tephrocephalus – Pouillot à calotte grise
- Phylloscopus whistleri – Pouillot de Whistler
- Phylloscopus valentini – Pouillot de Bianchi
- Phylloscopus soror – Pouillot à queue unie
- Phylloscopus omeiensis – Pouillot de Taibai
- Phylloscopus nitidus – Pouillot du Caucase
- Phylloscopus plumbeitarsus – Pouillot à deux barres
- Phylloscopus trochiloides – Pouillot verdâtre
- Phylloscopus emeiensis – Pouillot de l'Omei
- Phylloscopus magnirostris – Pouillot à gros bec
- Phylloscopus borealoides – Pouillot du Japon
- Phylloscopus tenellipes – Pouillot à pattes claires
- Phylloscopus xanthodryas – Pouillot du Pacifique
- Phylloscopus examinandus – Pouillot du Kamchatka
- Phylloscopus borealis – Pouillot boréal
- Phylloscopus castaniceps – Pouillot à couronne marron
- Phylloscopus gramiceps – Pouillot de la Sonde
- Phylloscopus montis – Pouillot à poitrine jaune
- Phylloscopus calciatilis – Pouillot calciatile
- Phylloscopus ricketti – Pouillot de Rickett
- Phylloscopus cantator – Pouillot chanteur
- Phylloscopus occipitalis – Pouillot couronné
- Phylloscopus reguloides – Pouillot de Blyth
- Phylloscopus claudiae – Pouillot de Claudia
- Phylloscopus goodsoni – Pouillot de Goodson
- Phylloscopus ogilviegranti – Pouillot d'Ogilvie–Grant
- Phylloscopus hainanus – Pouillot de Hainan
- Phylloscopus intensior – Pouillot de Davison
- Phylloscopus xanthoschistos – Pouillot à tête grise
- Phylloscopus trivirgatus – Pouillot à triple bandeau
- Phylloscopus nigrorum – Pouillot de Moseley
- Phylloscopus floresianus – Pouillot de Florès
- Phylloscopus presbytes – Pouillot de Timor
- Phylloscopus rotiensis – Pouillot de Rote
- Phylloscopus makirensis – Pouillot de San Cristobal
- Phylloscopus nesophilus – Pouillot des Célèbes
- Phylloscopus sarasinorum –  Pouillot de Lompobatang
- Phylloscopus amoenus – Pouillot de Kulambangra
- Phylloscopus poliocephalus – Pouillot des îles
- Phylloscopus maforensis – Poullot de Numfor
- Phylloscopus misoriensis – Pouillot de Biak